# Livenske, Novi Sanjarî
Livenske (în ucraineană Лівенське) este o comună în raionul Novi Sanjarî, regiunea Poltava, Ucraina, formată numai din satul de reședință.

## Demografie
Componența lingvistică a comunei Livenske
     Ucraineană (94,84%)
     Rusă (4,07%)
     Alte limbi (0,31%)
Conform recensământului din 2001, majoritatea populației comunei Livenske era vorbitoare de ucraineană (94,84%), existând în minoritate și vorbitori de rusă (4,07%).